# Lineair gepolariseerd licht
Lineair gepolariseerd licht of planair gepolariseerd licht is gepolariseerd licht dat bestaat uit lichtgolven die maar in één richting (of anders gezegd: maar in één vlak) vibreren. Het is de in de natuur meest voorkomende soort gepolariseerd licht. Lineair gepolariseerd licht komt bijvoorbeeld voor door verstrooiing van licht in de atmosfeer of door weerkaatsing van licht op een wateroppervlak.
Lineair gepolariseerd licht wordt in de optica gebruikt in polarisatiemicroscopen.